# Rixensart
Rixensart es un municipio belga perteneciente a la provincia de Brabante Valón, en la Región Valona.
A 1 de enero de 2019 tiene 22 558 habitantes en un área de 17,54 km².

## Geografía
Se ubica unos 10 km al sureste de Bruselas, entre Waterloo y Wavre. Pertenece a Rixensart la parte valona del lago de Genval.

### Secciones del municipio
El municipio comprende los antiguos municipios, que se fusionaron en 1977:
| - Rixensart - Genval - Rosières |

## Demografía

### Evolución
Todos los datos históricos relativos al actual municipio, el siguiente gráfico refleja su evolución demográfica, incluyendo municipios después de efectuada la fusión el 1 de enero de 1977.
| Gráfica de evolución demográfica de Rixensart entre 1846 y 2020 |
|                                                                 |

## Deporte
En este municipio nació el ciclista Emile Daems.